# Cabrela
Cabrela este o arie protejată (sit de importanță comunitară — SCI) din Portugalia întinsă pe o suprafață de 56.431,02 ha, integral pe uscat.

## Localizare
Centrul sitului Cabrela este situat la coordonatele 38°29′05″N 8°21′48″W / 38.4848°N 8.3632°V.

## Înființare
Situl Cabrela a fost declarat sit de importanță comunitară în iunie 1997 pentru a proteja 4 specii de plante și 38 de specii de animale.

## Biodiversitate
Situată în ecoregiunea mediteraneană, aria protejată conține 16 habitate naturale: Lacuri eutrofice naturale cu vegetație de tip Magnopotamion sau Hydrocharition, Iazuri temporare mediteraneene, Cursuri de apă de la nivel de câmpie la nivel montan, cu vegetație Ranunculion fluitantis și Callitricho-Batrachion, Râuri mediteraneene cu debit intermitent, cu specii de Paspalo-Agrostidion, Matorral arborescenți cu Juniperus spp., Tufărișuri termo-mediteraneene și de pre-deșert, Pseudostepă cu ierburi și specii anuale de Thero-Brachypodietea, Dehesas cu Quercus spp. perene, Pajiști umede mediteraneene cu ierburi înalte de Molinio-Holoschoenion, Păduri termofile cu Fraxinus angustifolia, Păduri aluvionare cu Alnus glutinosa și Fraxinus excelsior (Alno-Padion, Alnion incanae, Salicion albae), Păduri iberice de Quercus faginea și Quercus canariensis, Galerii de Salix alba și de Populus alba, Galerii și tufărișuri riverane sudice (Nerio-Tamaricetea și Securinegion tinctoriae), Păduri de Quercus suber, Păduri de Quercus ilex și Quercus rotundifolia.
La baza desemnării sitului se află mai multe specii protejate:
- plante (4): Festuca duriotagana, Hyacinthoides vincentina, Myosotis lusitanica, Salix salvifolia subsp. australis
- păsări (27): pescăruș albastru (Alcedo atthis), fâsă de luncă (Anthus pratensis), buha (Bubo bubo), pasărea ogorului (Burhinus oedicnemus), ciocârlie-cu-degete-scurte (Calandrella brachydactyla), Caprimulgus ruficollis, barză albă (Ciconia ciconia), șerpar (Circaetus gallicus), erete cenușiu (Circus pygargus), prepeliță (Coturnix coturnix), Elanus caeruleus, șoimul rândunelelor (Falco subbuteo), Galerida theklae, becațină comună (Gallinago gallinago), Hieraaetus fasciatus, acvilă pitică (Hieraaetus pennatus), Hippolais polyglotta, ciocârlie de pădure (Lullula arborea), prigoare (Merops apiaster), gaia neagră (Milvus migrans), grangur (Oriolus oriolus), codroșul de pădure (Phoenicurus phoenicurus), ploier auriu (Pluvialis apricaria), turturică (Streptopelia turtur), spârcaci (Tetrax tetrax), sturz-cântător (Turdus philomelos), nagâț (Vanellus vanellus)
- amfibieni (1): Discoglossus galganoi
- mamifere (5): vidră de râu (Lutra lutra), râs iberic (Lynx pardinus), Microtus cabrerae, liliac cu aripi lungi (Miniopterus schreibersii), liliacul mic cu potcoavă (Rhinolophus hipposideros)
- pești (4): Chondrostoma lusitanicum, Chondrostoma polylepis, Cobitis paludica, Rutilus alburnoides
- reptile (1): Mauremys leprosa

Pe lângă speciile protejate, pe teritoriul sitului au mai fost identificate 14 specii de plante, 8 specii de amfibieni, 6 specii de mamifere, 3 specii de pești, 1 specie de reptile.